# Stânjen de Viena
Stânjenul de Viena, austriac sau de „Beci”, numit „klafter” în germană, „öl” în maghiară, și „orgie” în greacă, avea în timpul Mariei Tereza 1,89635 m, aproape identic cu cel înlocuit de metru la 1875: 1,89648 m. Stânjenul se subdiviza în 6 „picioare”. Piciorul de Beci (31,6 cm) era cunoscut și sub numele de „urmă” și „șuc”, cel din urmă preluat din denumirea oficială germană „schuh”. Un „picior” era la rândul lui împărțit în 12 „degete”. Degetul de Beci este și astăzi cunoscut și sub forma de „țol”, preluat din germanul „zoll”. Degetul de Beci avea lungimea de 2,63 cm. În forma prescurtată de notare a sistemul austriac lățimea bisericii de lemn din Săliștea Veche este de 2° 1' 5“, ceea ce însemna 2 stânjeni (orgii), 1 picior (șuc) și 5 degete (țoli), în total 425 cm.